# Batocera bruyni
Batocera bruyni är en skalbaggsart som beskrevs av Lansborough 1880. Batocera bruyni ingår i släktet Batocera och familjen långhorningar. Inga underarter finns listade.